# Chrysopogon pallidipennis
Chrysopogon pallidipennis là một loài ruồi trong họ Asilidae. Chrysopogon pallidipennis được White miêu tả năm 1918. Loài này phân bố ở miền Australasia.